# Le vite de' pittori, scultori et architetti
Le Vite de' Pittori, Scultori et Architetti. Dal Pontificato di Gregorio XIII del 1572 in fino a' tempi di Papa Urbano VIII nel 1642 è un libro di storia dell'arte scritto dal pittore Giovanni Baglione, dedicato alle biografie dei principali artisti del suo tempo e pubblicato nel 1642 presso la stamperia di Andrea Fei a Roma. Rappresenta un notevole compendio enciclopedico degli artisti che hanno operato a Roma fra il tardo Manierismo e il primo periodo Barocco. Baglione, oltreché esser stato un pittore e storico, viene ricordato ancor oggi per gli scritti e gli scontri acrimoniosi con Caravaggio, dal quale ciò nonostante egli rimase fortemente influenzato.
Un'edizione successiva dell'opera, pubblicata postuma a Napoli nel 1733, contiene in Appendice la biografia di Salvator Rosa, scritta da Giovanni Battista Passeri. Il poeta Ottavio Tronsarelli pare abbia contribuito al testo. Le biografie sono strutturate in una serie di giornate per papato, indagando gli artisti attivi a Roma durante il periodo. Numerosi sono gli errori presenti, come pure i pregiudizi del Baglione appaiano spesso chiaramente. Tuttavia, l'opera è ancor oggi un testo prezioso per le informazioni che reca, scritte da un osservatore ben informato del mondo artistico di Roma, che conobbe personalmente la maggioranza dei suoi soggetti.
Giovanni Pietro Bellori - al tempo giovane amico trentenne di Bagliore, da cui lo separavano oltre 50 anni d'età - contribuì con una lunga e riconoscente prefazione alle Vite dell'eminente storiografo. Anni dopo, Bellori – più vecchio, cambiato, e ora lui stesso famoso, non solo ripudiò il pezzo scritto in gioventù, che abbracciava il naturalismo nell'arte, ma liquidò le Vite di Baglione reputandole come senza valore e scritte male. Fu in quegli anni che Bellori iniziò a disegnare il proprio progetto de Le vite de' pittori, scultori et architetti moderni, un capolavoro della storiografia, in reazione all'opera di Baglione.

## Prima giornata: opere di Papa Gregorio XIII
- Jacopo Barozzi da Vignola;
- Pirro Ligorio;
- Giorgio Vasari; p. 10
- Giulio Clovio; p. 14
- Donato da Formello (Bracciano); p. 15
- Jacopo Sementa; p. 16
- Lorenzino da Bologna (Lorenzino da Bologna); p. 17
- Livio Agresti; p. 18
- Marcello Venusti; p. 19
- Marco da Faenza (Marco Marchetti); p21
- Girolamo da Sermoneta (Girolamo Siciolante da Sermoneta); p. 22
- Raffaellino da Reggio; p. 23
- Bartolommeo Ammannati; p. 26
- Giovanni Battista Naldini; p. 27
- Paolo Cespade; p. 28
- Marco da Siena; p. 29
- Matteo da Leccio (Matteo Perez d'Aleccio); p. 30
- Francesco Trabaldese; p. 31

## Seconda giornata: opere di Papa Sisto V
- Lattanzio Bolognese; p36
- Giovanni Batista Pozzo (Giovanni Battista Pozzi); p. 37
- Niccolò Circignani; p. 38
- Prospero Bresciano (Prospero Scavezzi); p. 40
- Matteo da Siena p. 41
- Jacopo Zucchi p. 42
- Giovanni Batista Montano dalla Marca p. 44
- Francesco Salviati (il Volterra)
- Girolamo Muziano; p. 46
- Scipione Gaetano; p. 50
- Giacomo del Duca; p. 51
- Antonio de’ Monti; p. 53
- Egnazio Danti (Ignazio Danti)

## Terza giornata: opere di Papa Clemente VIII
- Pellegrino Pellegrini (Pellegrino Tibaldi detto il Pellegrini); p. 58
- Taddeo Landini; p. 60
- Santi Titi (Borgo San Sepolcro) (Santi di Tito); p. 61
- Giacomo Rocca; p. 62
- Niccolo d'Aras (Nicolò Pippi D'Arras); p. 63
- Martino Longhi (il Vecchio); p. 64
- Egidio dell Riviera Fiammingo; p. 65
- Giovanni Alberti del Borgo San Sepolcro; p. 66
- Flamminio Vacca; p. 67
- Tommaso Laureti; p. 68
- Giovanni Battista della Porta; p. 70
- Jacopino del Conte; p. 71
- Pietro Paolo Olivieri; p. 72
- Arrigo Fiammingo (Hendrick van den Broeck); p. 73
- Giovanni Cosci Fiorentino; p. 74
- Giovanni Antonio da Valsoldo; p. 74
- Giacomo della Porta; p. 76
- Padre Giuseppe Valeriano; p. 78
- Domenico Fontana; p. 79
- Francesco da Castello; p. 82
- Paris Nogari; p. 83
- Stefano Pieri; p. 85
- Lionardo da Serzana (Leonardo Sarzana); p. 85
- Fabrizio Parmigiano; p. 86
- Marco Tullio; p. 88

## Quarta giornata: opere di Papa Paolo V
- Giovanni Batista Fiammeri; p. 92
- Ottaviano Mascherino; p. 93
- Cope Fiammingo p. 94
- Adamo Tedesco (Adam Elsheimer); p. 95
- Francesco Zucchi; p. 96
- Antonio da Urbino (Antonio Cimatori?); p. 97
- Girolamo Maffei; p. 98
- Agostino Carracci; p. 99
- Annibale Carracci; p. 100
- Antonio da Faenza; p. 103
- Francesco Vanni; p. 104
- Giovanni Batista Milanese p105
- Pasquale Cati da Jesi; p. 106
- Cammillo Mariani p107
- Niccolò Cordieri (Nicolas Cordier); p. p108
- Cesare Nebbia; p. 110
- Durante Alberti; p. 111
- Ventura Salimbene (Ventura Salimbeni); p. 112
- Silla da Viggiù; (Silla Giacomo Longhi); p114
- Federico Zuccari; p. 115
- Niccolo da Pesaro; p. 119
- Pietro Fachetti; p. 120
- Giovanni de’ Vecchi del Borgo San Sepolcro; p. 121
- Cesare Torelli; p. 122
- Giovanni Fontana; p. 123
- Cherubino Alberti; p. 125
- Federigo Barocci; p. 126
- Flamminio Ponzio; p. 128
- Michelangelo da Caravaggio; p. 129
- Andrea d’Ancona; p. 132
- Orazio Borgianni; p. 133
- Lavinia Fontana; p. 136
- Lodovico Lione Padovano; p. 137
- Carlo Veneziano (Carlo Saraceni); p. 138
- Bernardino Cesari; p. 139
- Giovanni Batista da Novara; p. 140
- Antonio Carracci; p. 142
- Tommaso della Porta; p. 143
- Ludovico Civoli; p. 145
- Onorio Lunghi; p. 147
- Terenzio da Urbino; p. 149
- Bartolomeo Manfredi; p. 150
- Giovanni Guerra e fratelli; p. 151
- Padre Cosimo Cappucino; p. 152
- Cristofano e Francesco Stati da Bracciano; p153
- Anastasio Fontebuoni Fiorentino
- Vespasiano Strada Romano; p. 155
- Marzio di Cola Antonio, (Marzio Colantonio) Romano
- Carlo Lambardo Aretino; p. 157
- Cesare e Vincenzo Conti; p. 158
- Tarquinio da Viterbo (Tarquinio Ligustri) e Giovanni Zanna Romano; p. 159
- Paolo Rossetti da Cento; p. 160
- Ambrogio Buonvicino Milanese; p. 161
- Antonio Scalvati; p. 162
- Giovanni Batista Viola; p. 163
- Rosato Rosati; p. 164
- Giovanni Fiammingo (Johannes Stephan van Calcar); p. 165

## Quinta giornata: opere di Papa Urbano VIII
- Giacomo Palma (Jacopo Palma il Giovane); p. 172
- Bernardo Castelli; p. 173
- Cavaliere Pier Francesco Moranzone (Il Morazzone); p. 174
- Bartolommeo del Criscenzi; p. 176
- Tommaso Salini; p. 176
- Cristofano Roncalli; (Cristoforo Roncalli) p. 178
- Antiveduto Grammatica; p. 180
- Cesare Rossetti; p. 183
- Paolo Brillo (Paul Brill); p. 184
- Baldassare Croce; p. 186
- Prospero Orsi; p. 188
- Avanzino da Città di Castello; p. 188
- Antonio Pomarancio (Antonio Circignani); p. 189
- Paolo Guidotti; p. 191
- Pietro Bernini; p. 193
- Cristofano Casolano; p. 194
- Carlo Maderno; p. 195
- Francesco Nappi; p. 198
- Giovanni Serodine; p. 199
- Innocenzino Taccone; p. 200
- Giovanni da San Giovanni; p. 201
- Antonio Tempesta; p. 202
- Matteo Zaccolino; p. 204
- Biagio Betti; p. 205
- Agostino Ciampelli; p. 206
- Ottavio Padovano; p. 208
- Paolo San Quirico; p. 210
- Bastiano Torrisani; p. 211
- Mario Arconio; p. 214
- Pompeo Targone; p. 216
- Domenico Passignano; p. 218
- Andrea Comodo p220
- Filippo Napolitano; p. 221
- Giacomo Stella; p. 222
- Valentino Francese (Valentin de Boulogne); p. 223
- Guglielmo Bertolot; p. 224
- Antonio Casone; p. 225
- Ippolito Buzio; p. 227
- Francesco Parone; p. 228
- Pietro Paolo Gobbo; p. 229
- Giovanni Giacomo Semenza; p. 230
- Bartolommeo Breccioli; p. 231
- Filippo Breccioli; p. 232
- Baldassare Galanino (Baldassarre Aloisi detto Galanino); p. 234
- Marcello Provenzale; p. 235
- Giuseppe del Bastaro (Giuseppe Puglia); p. 236
- Stefano Speranza; p. 237
- Sigismondo Laire; p. 238
- Giovanni Valesio; p. 239
- Giuseppe Franco; p. 240
- Giovanni Batista Speranza; p. 242
- Orazio Gentileschi; p. 244
- Pietro Paolo Rubens; p. 246
- Giovanni Battista Crescenzi; p. 249
- Giuseppe Cesari detto Cavalier d'Arpino; p. 252
- Giovanni Antonio Lelli; p. 260
- Gasparo Celio; p. 261
- Domenico Zampieri; p. 265
- Girolamo Nanni; p. 270

### Intagliatori
- Cornelio Cort (Cornelis Cort) Fiammingo; p. 271
- Famiglia Sadeler: Giusto/Justus, Giovanni/Jan, Egidio/Aegidius, e Raffaello/Rafael; p. 272
- Agostino e Annibale Carracci; p. 274
- Francesco Villamena d'Assisi; p. 276
- Lionardo, Isabella, e Bernardino Parasole; p. 278
- Giovanni Giorgio Nuovolstella; p. 279
- Filippo Tommasini Francese; p. 280
- Antonio Tempesta; p. 281
- Matteo Greuter p. 82
- Cavalier Giovanni Baglione; p. 284
- Salvator Rosa; p. 289